# Cho Jea-ki
Cho Jea-ki (né le 16 mars 1950) est un judoka sud-coréen. Il participe aux Jeux olympiques d'été de 1976 dans l'épreuve des poids toutes catégories et remporte la médaille de bronze.

## Palmarès

### Jeux olympiques
- Jeux olympiques de 1976 à Montréal,  Canada
  -  Médaille de bronze